# Sohag (guvernement)
Sohag guvernement (arabisk: محافظة سوهاج) er et af Egyptens guvernementer, der ligger i den sydlige del af landet (Øvre Egypten), og dækker en strækning af Nildalen. Siden 1960 har dens hovedstad været byen Sohag. Før det var hovedstaden byen Girga, og navnet på guvernementet var Girga guvernement.

## Oversigt
Fattigdomsraten er mere end 60 % i guvernementet, men for nylig er der oprettet nogle sociale sikkerhedsnetværk, i form af økonomisk bistand og jobmuligheder. Finansieringen er koordineret af landets finansministerium og med bistand fra internationale organisationer.
I begyndelsen af 2019 flyttede nogle indbyggere i de fattigere landsbyer Sohag ind i deres nye hjem, delvist bygget med hjælp fra Kuwaits nationalbank. Der var fejring af færdiggørelsen af 115 boliger, hvor beboerne også modtog kvæg og andre gaver.

## Arkæologi
I april 2019 afslørede den arkæologiske afdeling under ministeriet for turisme og antikviteter, under ledelse af Mostafa Waziri en grav af en adelsmand, kaldet Toutou, og hans kone, på det arkæologiske sted al-Dayabat. Det dateres tilbage til det ptolemæiske kongerige. Graven indeholdt to små rum med to kalkstenssarkofager samt en velbevaret mumie og mumificerede dyr (bl.a. falke, ørne, katte, hunde og spidsmus) blev også afsløret i graven.

## Befolkning
Ifølge befolkningsestimater boede der i 2024 hovedparten af guvernementets indbyggere i landdistrikter og kun 21,4 % i byer. Ud af anslået 5.853.394 mennesker , der boede i guvernementet i 2024, boede 4.600.768 mennesker i landdistrikter og 1.252.626 boede i byområder.

## Byer
- Akhmim (Ipu eller Khent-Min eller Khemmis eller Panopolis)
- Dar El Salam
- El Balyana
- El Mansha
- El Maragha
- El Usayrat
- Girga ( Tjeny eller Thinis )
- Juhayna
- Sakulta
- Sohag
- Tahta
- Tima

## Vigtige steder
- Abydos (Abedju)
- Apollonos Polis ( Kom Isfaht )
- Beit Khallaf
- El Hawawish
- El Salamuni
- Gabal El Haridi
- Hut-Repyt (Athribis eller Wannina)
- Kom Ishqaw (Aphrodito)
- Tjebu (Djew-Qa eller Antaeopolis eller Qaw el-Kebir)
- Røde Kloster
- Hvide Kloster
- Sohag Museum